# لي هيلز
لي هيلز (بالإنجليزية: Lee Hills)‏ (3 أبريل 1990 في المملكة المتحدة - ) هو لاعب كرة قدم بريطاني في مركز الدفاع. شارك مع منتخب إنجلترا تحت 18 سنة لكرة القدم ومنتخب إنجلترا تحت 19 سنة لكرة القدم. أما مع النوادي، فقد لعب مع أولدهام أثلتيك وستيفيناغ بوروه وكريستال بالاس وكولتشستر يونايتد ونادي أرسنال ونادي ويمبلدون ونادي ساوثيند يونايتد ونادي وايتهوك.

## وصلات خارجية
- لي هيلز على موقع قاعدة بيانات كرة القدم.إي يو (الإنجليزية)
- لي هيلز على موقع Soccerbase.com (لاعب) (الإنجليزية)